# James Clerk Maxwell
James Clerk Maxwell FRS FRSE (n. 13 iunie 1831, Edinburgh, Regatul Unit – d. 5 noiembrie 1879, Cambridge, Regatul Unit) a fost un om de știință scoțian, activ în domeniul fizicii matematice.  Cea mai notabilă realizare a sa a fost formularea teoriei clasice a radiațiilor electromagnetice, care reunește, pentru prima dată, electricitatea, magnetismul și lumina ca manifestări ale aceluiași fenomen. Ecuațiile lui Maxwell pentru electromagnetism au fost numite „a doua mare unire în fizică” după cea realizată de Isaac Newton.
Cu publicarea lucrării sale O teorie dinamică a câmpului electromagnetic⁠(d) în 1865, Maxwell a demonstrat că câmpurile electrice și magnetice se deplasează prin spațiu ca niște unde cu viteza luminii. Maxwell a avansat ipoteza că lumina este o mișcare ondulatorie în același mediu care este și cauza fenomenelor electrice și magnetice. Unificarea luminii cu fenomenele electrice a condus la predicția existenței undelor radio.
Maxwell a contribuit la dezvoltarea distribuției Maxwell–Boltzmann⁠(d), un mijloc statistic de a descrie aspecte din teoria cinetică a gazelor. El este cunoscut și pentru prezentarea primei fotografii color⁠(d) durabile în 1861 și pentru lucrarea fundamentală privind analiza rigidității cadrelor din grinzi și articulații de genul celor din multe poduri.
Descoperirile sale au contribuit la intrarea în epoca fizicii moderne, a stabilit fundamentul pentru domenii cum ar fi teoria relativității și mecanica cuantică. Mulți fizicieni îl consideră pe Maxwell a fi omul de știință al secolului al XIX-lea care a avut cea mai mare influență asupra fizicii secolului al XX-lea. Contribuțiile sale în această știință sunt considerate de mulți a fi de aceeași amploare ca cele ale lui Isaac Newton și Albert Einstein. În sondajul mileniului—un sondaj privind cei mai importanți 100 de fizicieni—Maxwell a fost votat al treilea cel mai mare fizician al tuturor timpurilor, numai după Newton și Einstein. Cu ocazia centenarului zilei de naștere a lui Maxwell, Einstein a descris opera lui Maxwell ca „cea mai profundă și mai fructuoasă de care a avut parte fizica din vremea lui Newton”.

## Biografie

### Copilăria, 1831–1839

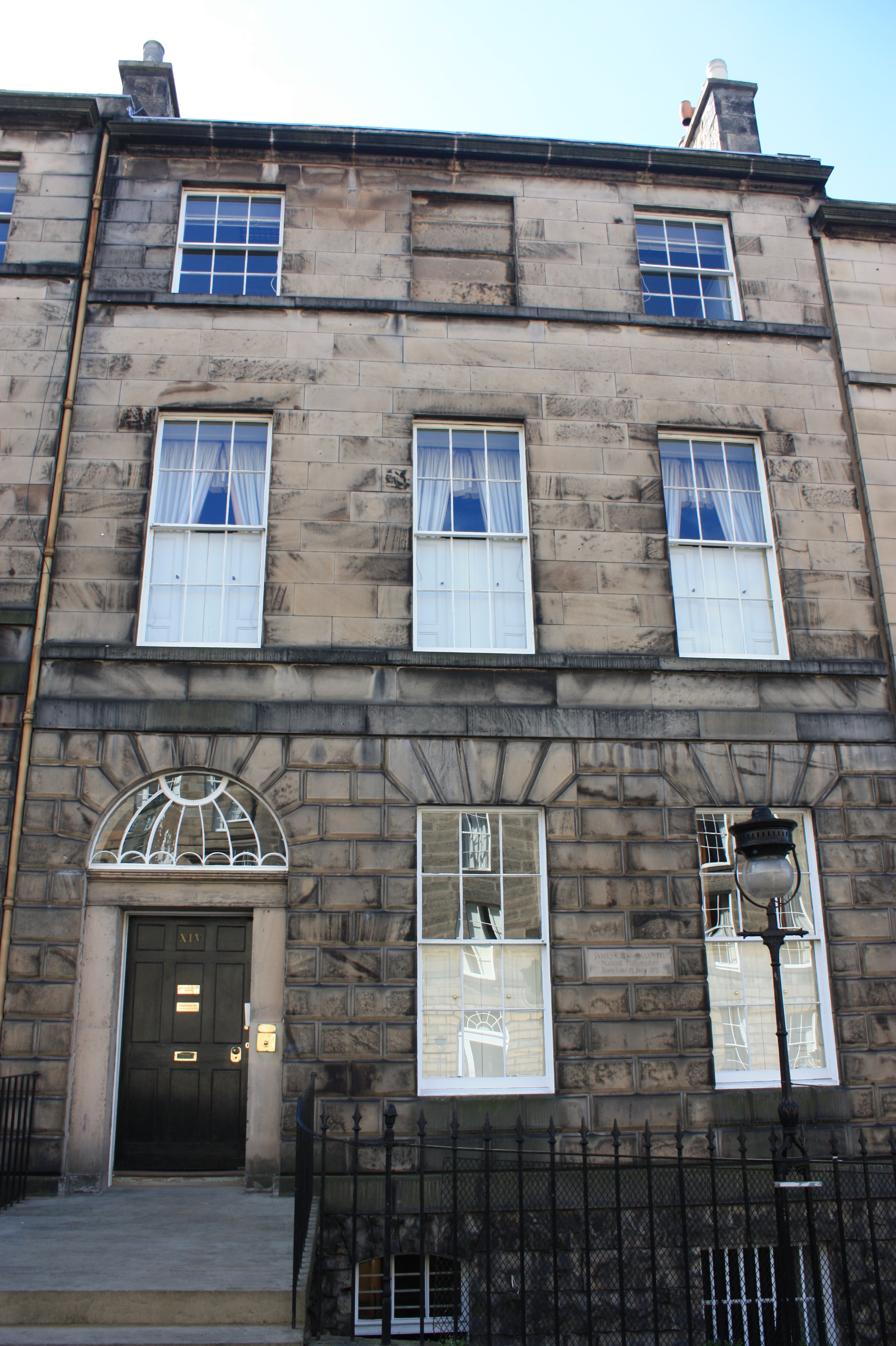
Casa unde s-a născut James Clerk Maxwell pe India Street nr. 14, Edinburgh

James Clerk Maxwell s-a născut la 13 iunie 1831 în India Street nr. 14, Edinburgh, în casa lui John Clerk Maxwell a Middlebie⁠(d), avocat, și a soției sale, Frances Cay, fiica lui Robert Hodshon Cay⁠(d) și sora lui John Cay⁠(d). Tatăl său trăia o viață confortabilă în familia Clerk din Penicuik⁠(d), titularii ai titlului de baronet de Clerk de Penicuik⁠(d). Fratele tatălui său a fost al 6-lea baronet⁠(d). El s-a născut „John Clerk”, adăugând și numele Maxwell după ce a moștenit (în copilărie, în 1793) moșia rurală Middlebie, aflată lângă Corsock⁠(d), Kirkcudbrightshire, de la rudele sale din familia Maxwell, ei înșiși deținători ai unui mic rang nobiliar. James a fost văr primar al artistei Jemima Blackburn⁠(d) (fiica surorii tatălui lui) și cu inginerul constructor William Dyce Cay⁠(d) (fiul fratelui mamei). Cu acesta din urmă a fost   
prieten apropiat, iar Cay a fost cavaler de onoare la nunta lui Maxwell.
Părinții lui Maxwell s-au căsătorit când aveau în jur de treizeci de ani; mama lui avea aproape 40 de ani când l-a născut. Ei au mai avut un copil, o fiică pe nume Elizabeth, care a murit în copilărie.
Când era tânăr, familia lui Maxwell s-a mutat în Casa Glenlair⁠(d), pe care părinții săi au construi-o pe moșia Middlebie de 610 ha. Toate indiciile sugerează că Maxwell a menținut o curiozitate nesecată de la o vârstă fragedă. De la vârsta de trei ani, tot ce mișca, strălucea, sau făcea zgomot atrăgea întrebarea: „what's the go o'that?” Într-un pasaj adăugat la o scrisoare a tatălui său către cumnata sa, Jane Cay, în 1834, mama lui descria acest simț înnăscut de curiozitate:

### Educația, 1839–1847
Recunoscând potențialul băiatului, mama lui Maxwell, Frances, și-a asumat responsabilitatea educației timpurii a lui James, ceea ce, în epoca victoriană, era în mare parte misiunea femeii familiei. La opt ani, el putea recita pasaje lungi din Milton și întregul psalm 119 (176 de strofe). Într-adevăr, cunoștințele sale din scriptură erau deja foarte detaliate; el putea da, cu număr de capitol și verset, aproape orice citat din psalmi. Mama lui s-a îmbolnăvit de cancer abdominal și, după o operație nereușită, a murit în decembrie 1839, când el avea opt ani. Educația lui James a fost apoi supravegheată de tatăl lui și de cumnata acestuia, Jane, care a jucat un rol esențial în viața lui. Școlarizarea sa formală a început fără succes, sub îndrumarea unui tutore angajat, în vârstă de șaisprezece ani. Se cunosc puține despre tânărul pe care John l-a angajat să-i instruiască fiul, cu excepția faptului că el îl trata pe mai tânărul său elev cu severitate, dojenitor-l pentru că era încet și capricios. John l-a concediat pe tutore în noiembrie 1841 și, după ce s-a gândit bine, l-a trimis pe James la prestigioasa Academie din Edinburgh⁠(d). În timpul școlii, el locuia în casa mătușii sale, Isabella. În acest timp, pasiunea lui pentru desen a fost încurajată de către verișoara sa mai mare, Jemima.

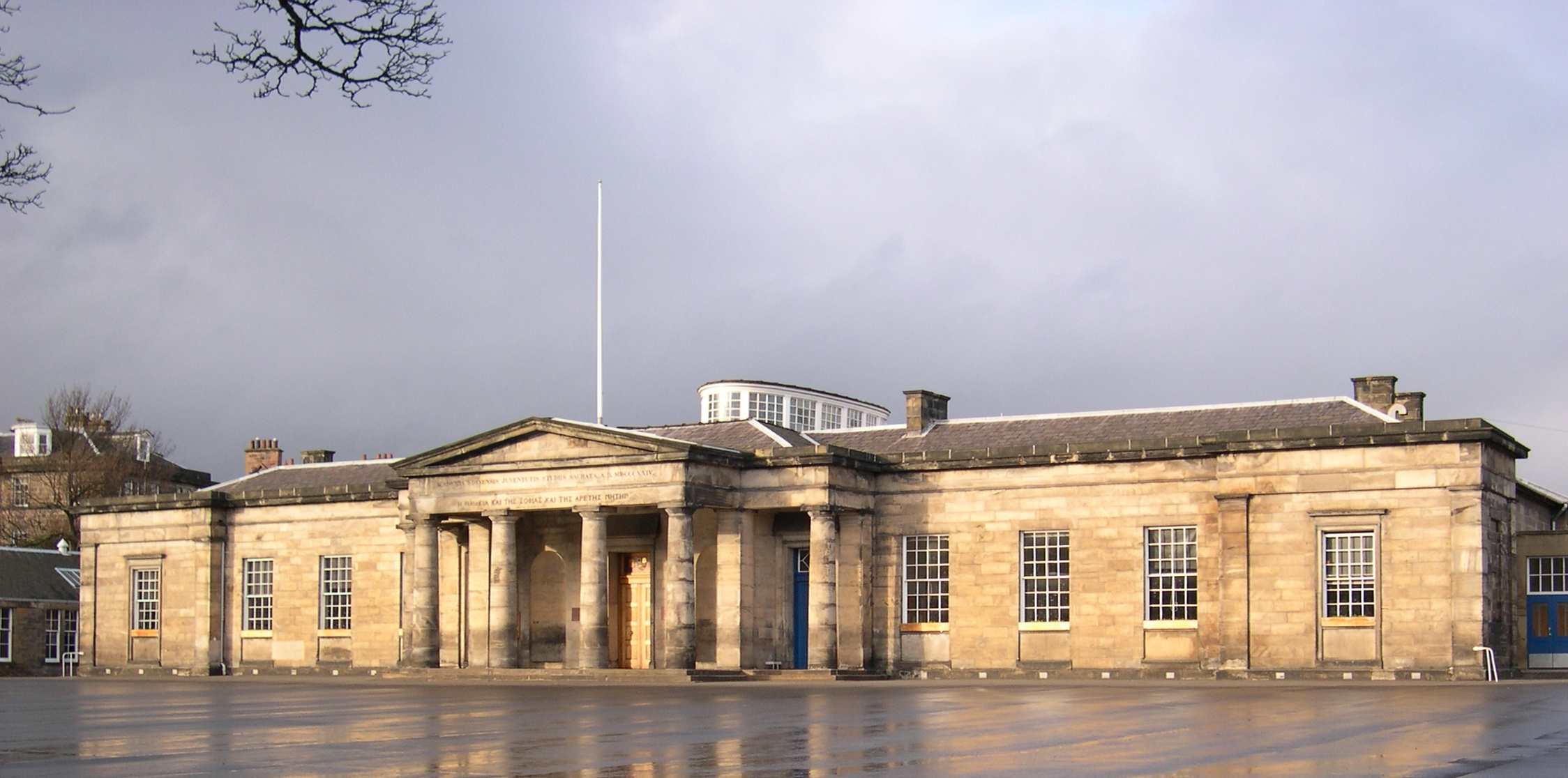
Academia din Edinburgh, unde a studiat Maxwell.

La zece ani, Maxwell, crescut în izolare pe moșia de la țară a tatălui său, nu se încadra bine la școală. Primul an era plin, iar el a fost obligat să se înscrie în anul al doilea, colegii lui de clasă fiind mai mari cu un an. Manierele și accentul din Galloway⁠(d) le păreau celorlalți băieți cam țărănești. După ce a venit în prima zi de școală îmbrăcat cu o pereche de pantofi făcuți în casă și cu o tunică, el și-a câștigat pe nedrept porecla de „Daftie”. El nu părea să respingă epitetul, pe care l-a purtat fără să se plângă mulți ani. Izolarea socială de la Academie s-a încheiat când i-a cunoscut pe Lewis Campbell⁠(d) și Peter Guthrie Tait⁠(d), doi băieți de aceeași vârstă, care aveau să deviniă cunoscuți oameni de știință mai târziu în viață. Ei au rămas prieteni pe viață.
Maxwell era fascinat de geometrie de la o vârstă fragedă, redescoperind poliedrele regulate înainte de a fi primit o instruire formală. În ciuda faptului că a câștigat premiul la biografii pe școală în al doilea său an, activitatea sa academică a rămas neobservată până când, la vârsta de 13 ani, a câștigat medalia de matematică pe școală și premiul întâi la limba engleză și poezie.
Interesele lui Maxwell variau mult dincolo de programa școlară și el nu acorda o atenție deosebită notelor de la examinare. El a scris prima sa lucrare științifică la vârsta de 14 ani. În ea, el descria un mijloc mecanic pentru desenarea curbelor matematice cu o bucată de sfoară, precum și proprietățile elipselor, ovalelor carteziene⁠(d), și ale curbelor similare cu mai mult de două focare. Opera sa, Oval Curves, a fost prezentată la Societatea Regală din Edinburgh⁠(d) de către James Forbes⁠(d), un profesor de filozofie naturală la Universitatea din Edinburgh, dar Maxwell a fost considerat prea tânăr pentru a ține el însuși prezentarea. Opera lui nu era în întregime originală, întrucât René Descartes examinase și el proprietățile unor astfel de elipse multifocale⁠(d) în secolul al XVII-lea, dar el simplificase construcția lor.

### Universitatea din Edinburgh, 1847–1850

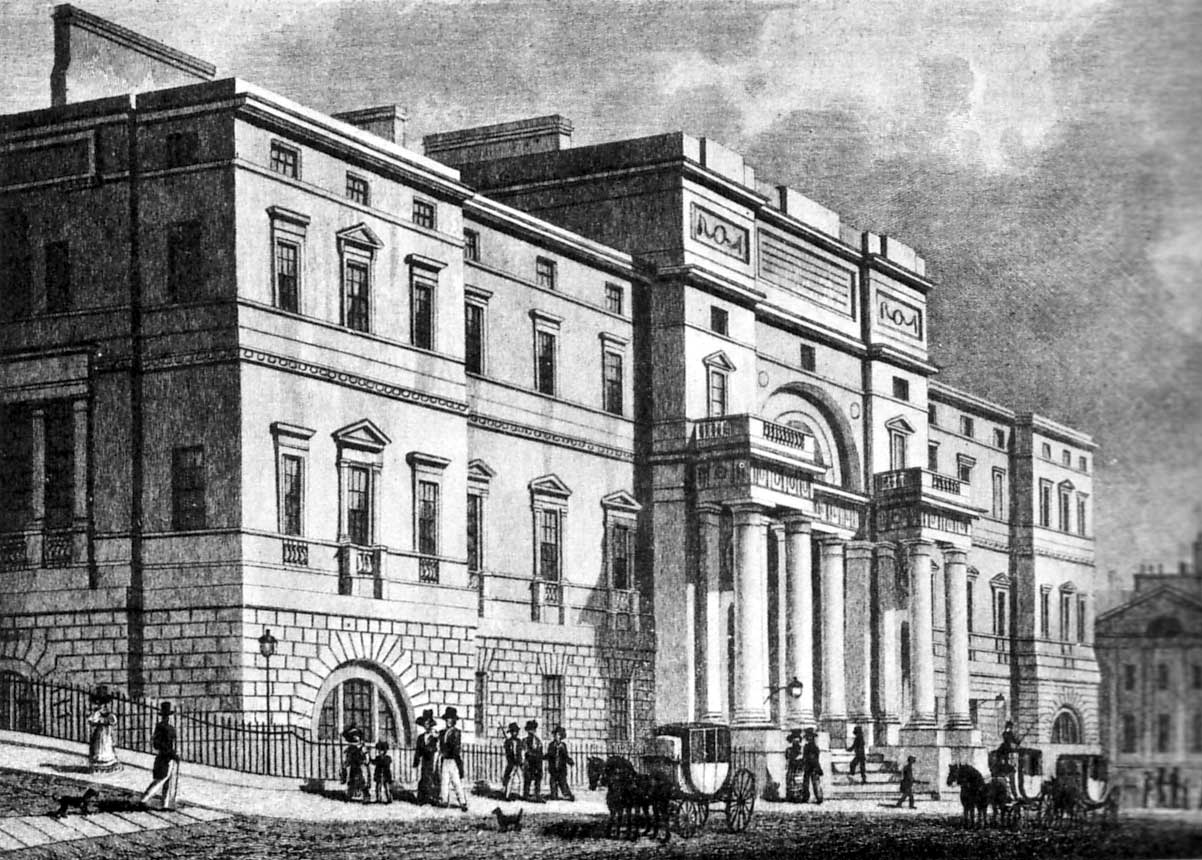
Old College, Universitatea din Edinburgh

Maxwell a plecat de la Academie în anul 1847 la vârsta de 16 ani și a început să participe la cursurile Universității din Edinburgh. A avut ocazia de a studia la Universitatea din Cambridge, dar a decis, după primul său semestru, să finalizeze studiile universitare de licență la Edinburgh. Între cadrele didactice de la Universitatea din Edinburgh se numărau unele extrem de apreciate; între profesorii din anul I se numărau Sir William Hamilton⁠(d), care a predat logica și metafizica, Philip Kelland⁠(d) la matematică, și James Forbes⁠(d) la filosofia naturii. Cursurile sale de la Universitatea din Edinburgh nu i se păreau foarte exigente, și, prin urmare, a putut să se ocupe cu studiile sale particulare în timpul liber de la universitate și, în special, atunci când se întorcea acasă la Glenlair. Acolo, el experimenta cu aparatură chimică, electrică și magnetică improvizată, dar principala sa preocupare o constituiau proprietățile luminii polarizate. El a construit blocuri de gelatină cu anumite forme, le-a supus la diverse tensiuni mecanice, și cu o pereche de prisme de polarizare pe care i le dăduse William Nicol⁠(d), vizualiza franjele de culoare care se dezvoltau în jeleu. Prin această practică, el a descoperit fotoelasticitatea⁠(d), un mijloc de a determina distribuția tensiunii în structurile fizice.
La vârsta de 18 ani, Maxwell a contribuit cu două lucrări la „Tranzacțiile de Societății Regale din Edinburgh”. Una dintre acestea, Despre echilibrul de solidelor elastice, a pus bazele unei descoperiri importante pe care avea să o facă mai târziu, și anume dubla refracție temporară produsă în lichide vâscoase, supuse forțelor de  forfecare. Cealaltă lucrare a sa a fost Curbe rulante și, la fel ca și cu lucrarea Curbe ovale scrisă de el la Academia din Edinburgh, a fost din nou considerat prea tânăr pentru a ține el însuși prezentarea. Lucrarea a fost susținută în fața Societății Regale de către profesorul său Kelland.

### Universitatea din Cambridge, 1850–1856

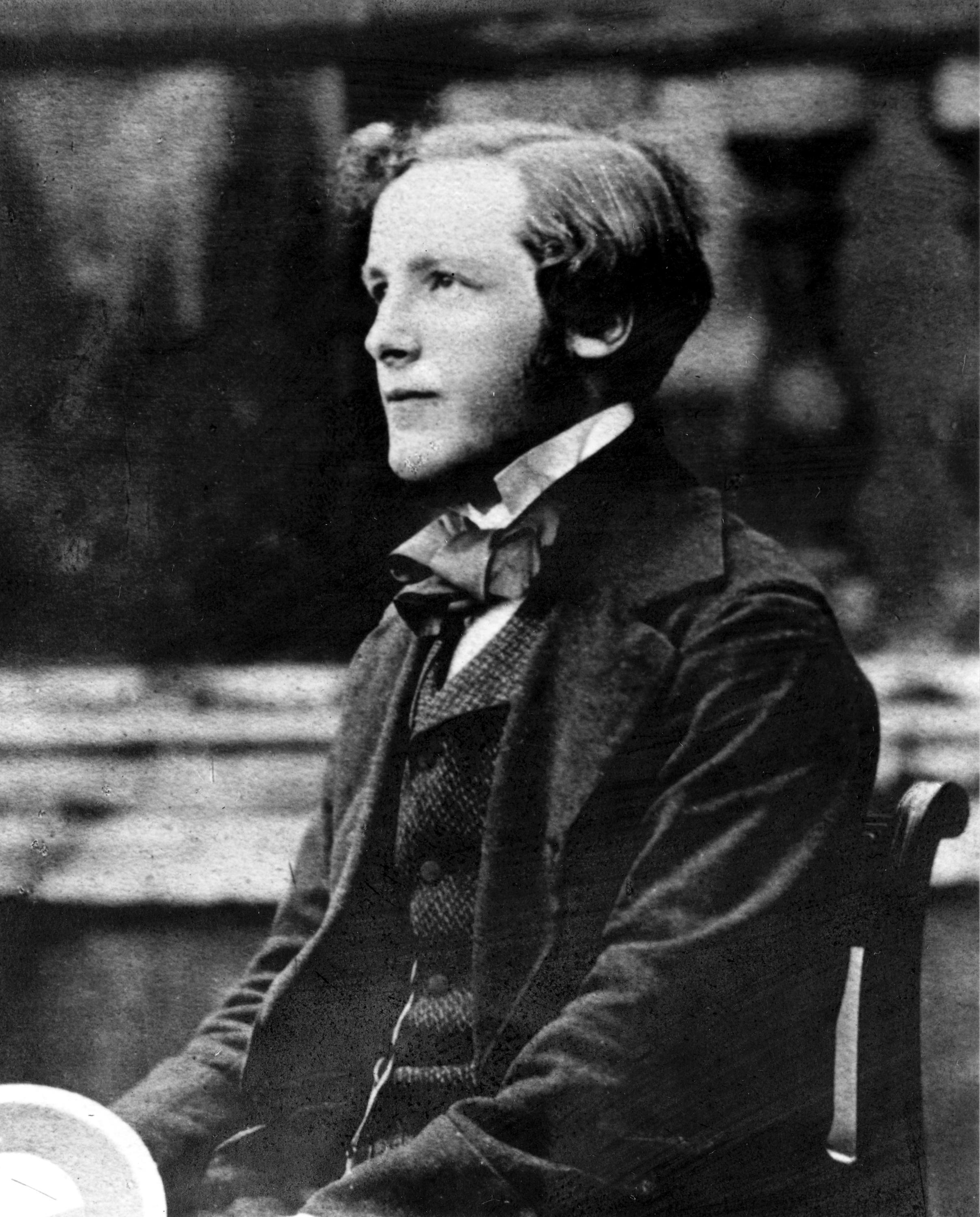
Tânărul Maxwell la Trinity College, Cambridge. El ține una dintre roțile sale cu culori.

În octombrie 1850, deja un matematician realizat, Maxwell a plecat din Scoția la Universitatea din Cambridge. Inițial el a studiat la Peterhouse⁠(d), dar înainte de sfârșitul primului său semestru s-a transferat la Trinity, unde el credea că ar fi mai ușor să obțină o bursă. La Trinity a fost recrutat de societatea secretă de elită cunoscută sub numele de Apostolii de la Cambridge⁠(d). Înțelegerea intelectuală credinței creștine și a știință de către Maxwell a crescut rapid în timpul anilor de la Cambridge. El s-a alăturat „Apostolilor”, o societate exclusivistă de dezbateri a elitei intelectuale, unde, prin eseurile sale, a căutat să rezolve această înțelegere.
„Acum marele meu plan, care a fost conceput demult, ... este de a nu lăsa nimic să rămână voit neexaminat. Nimic nu va fi pământ sfânt consacrat Credinței Staționare, fie ea pozitivă sau negativă. Toată pârloaga trebuie arată și trebuie urmat un sistem regulat de rotație. ... Să nu ascund nimic, buruiană sau nu, și nici să par că vreau să-l ascund. ... Din nou reafirm Dreptul de a Abuza de orice parcelă de Pământ Sfânt pe care oricine ar fi pus-o deoparte. ... Acum sunt convins că nimeni decât un creștin nu poate de fapt să curețe acest pământ de asemenea locuri sfinte. ... Eu nu spun că niciun creștin nu are dreptul să aibă locuri închise de acest fel. Mulți au foarte multe, și fiecare are câte ceva. Dar sunt porțiuni ample și importante din teritoriul Batjocurii, Panteismului, Quietismului, Formalismului, Dogmatismului, Senzualismului și restul, care sunt în mod deschis și solemn declarate tabu. ...

Creștinismul - adică religia Bibliei — este singurul sistem sau formă de credință care dezavuează orice posesiuni de acest fel. Numai aici totul este liber. Poți zbura până la marginile lumii și să nu găsești niciun Dumnezeu, afară de Autorul Mântuirii. Poți căuta Scripturile și nu vei găsi un text care să te oprească în explorări. ...

Vechiul Testament și Legea Mozaică și Iudaismul sunt de obicei considerate „tabu” de către ortodocși. Scepticii pretind că le-au citit, și au găsit anumite obiecții inteligente ... pe care prea mulți dintre ortodocșii necitiți le admit și trec subiectul sub tăcere de parcă ar fi bântuit de fantome. Dar o Lumânare vine să alunge toate Fantomele și toți Strigoii. Să urmăm lumina.”
Măsura în care Maxwell și-a „arat” convingerile creștine și le-a supus unei probe intelectuale, nu poate fi judecată complet din scrierile sale. Dar există o mulțime de dovezi, mai ales din studiile din facultate, că a făcut o analiză profundă a credinței lui. Cu siguranță, cunoștințele sale din Biblie erau remarcabile, deci încrederea sa în Scripturi nu se baza pe ignoranță.
În vara celui de-al treilea an, Maxwell a petrecut ceva timp la casa din Suffolk⁠(d) a părintelui C. B. Tayler⁠(d), unchiul unui coleg, G. W. H. Tayler. Dragostea de Dumnezeu demonstrată de această familie l-a impresionat pe Maxwell, în special după ce a fost îngrijit când era bolnav de către preot și soția lui.
La întoarcerea la Cambridge, Maxwell scria recentei sale gazde o vorbăreață și afectuoasă scrisoare în care trecea următoarea mărturisire:
„... Am capacitatea de a fi mai rău decât orice exemplu pe care omul mi l-ar putea da, și ... dacă scap, este numai prin harul lui Dumnezeu, care mă va fi ajutat să scap de mine însumi, parțial în știință, dar mai complet în societate, dar perfect numai dacă mă dăruiesc lui Dumnezeu ...”
În noiembrie 1851, Maxwell a studiat cu William Hopkins⁠(d), al cărui succes în cultivarea geniului matematic i-a adus porecla de „făcătorul de șefi de promoție⁠(d)”.
În 1854, Maxwell a absolvit Trinity cu o diplomă în matematică. El a luat a doua cea mai mare notă la examenul final, după Edward Routh⁠(d) și a câștigat el titlul de șef de promoție secund. Mai târziu, lucrarea sa a fost declarată egalul lui Routh în mai exigenta și mai dura examinare pentru Premiul Smith⁠(d). Imediat după și-a obținut diploma, Maxwell și-a citit lucrarea Despre transformarea suprafețelor prin îndoire la Societatea Filosofică din Cambridge. Aceasta era una dintre puținele lucrări pur matematice scrise de el, care a demonstrat statura în creștere a lui Maxwell ca matematician. Maxwell a hotărât să rămână la Trinity după absolvire și a cerut o bursă, proces care se aștepta să dureze vreo doi ani. Încurajat de succesul său ca student cercetător, el acea să fie liber, în afara unor îndatoriri de predare și examinare, să urmărească interesele științifice la discreție.
Natura și percepția culorii erau un astfel de interes pe care el l-a căpătat la Universitatea din Edinburgh, în timp ce era student al lui Forbes. Cu titirezele colorate inventate de Forbes, Maxwell a reușit să demonstreze că lumina albă rezultă dintr-un amestec de lumină roșie, verde și albastră. Lucrarea lui, Experimente de culoare, a stabilit principiile combinării culorilor și a fost prezentată la Societatea Regală din Edinburgh în martie 1855. De această dată, Maxwell a fost lăsat să o susțină el însuși.
Maxwell a fost făcut membru al Trinity College pe 10 octombrie 1855, mai devreme decât era normal, și a fost rugat să pregătească prelegeri de hidrostatică și optică și să stabilească lucrări de examinare. În februarie următor, el a fost îndemnat de Forbes să ceară să ocupe recent vacanțatul post de profesor universitar de filozofie naturală la Marischal College⁠(d), Aberdeen. Tatăl său l-a asistat în sarcina pregătirii referințelor necesare, dar a murit pe 2 aprilie, la Glenlair, înainte ca vreunul din ei să afle rezultatul candidaturii lui Maxwell. Maxwell a acceptat postul de profesor la Aberdeen, și a plecat de la Cambridge în noiembrie 1856.

### Marischal College, Aberdeen, 1856–1860

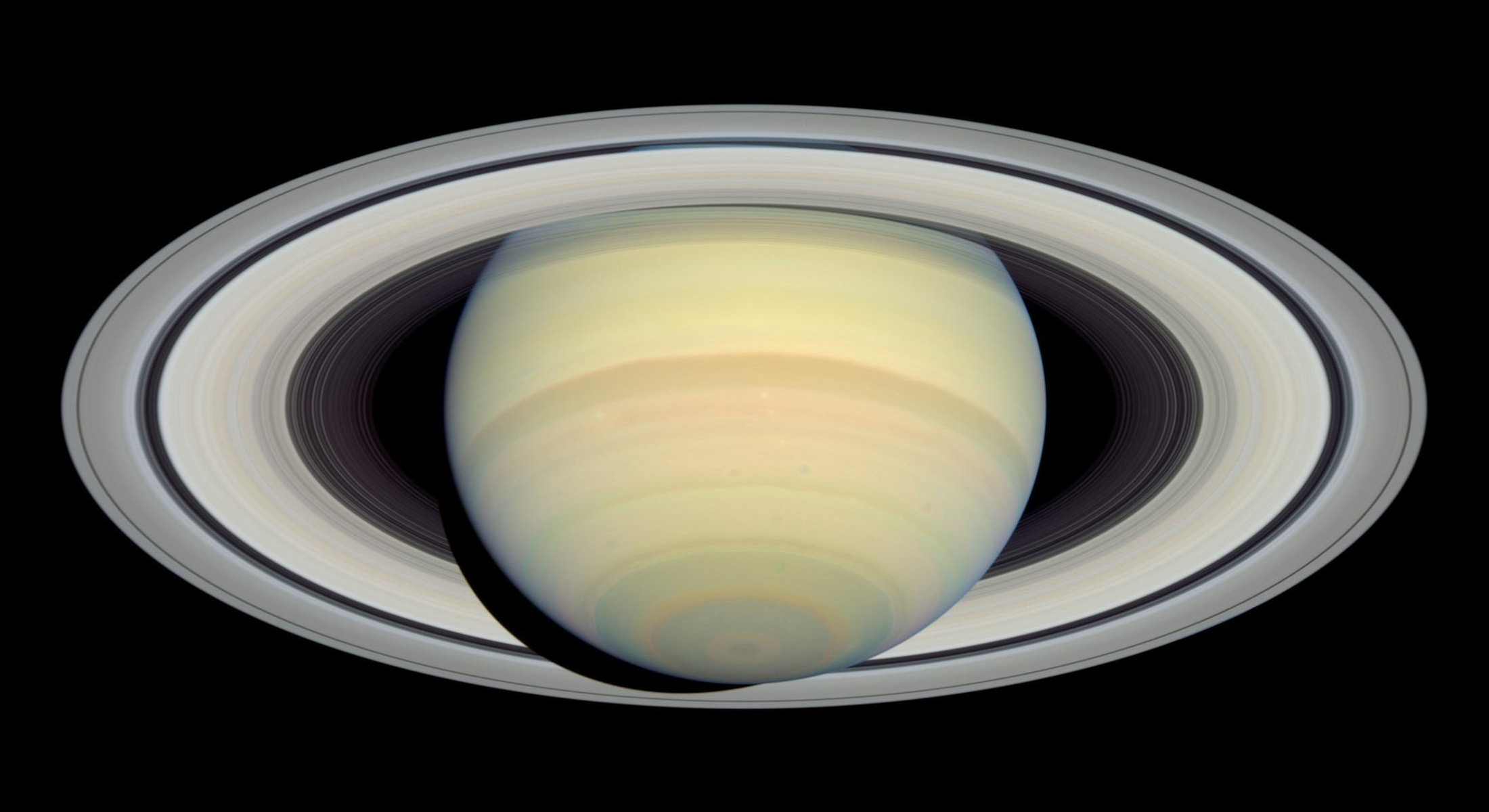
Maxwell a demonstrat că Inelele lui Saturn erau formate din numeroase particule mici.

La 25 de ani, Maxwell era cu cincisprezece ani mai tânăr decât orice alt profesor de la Marischal. El și-a asumat responsabilitățile de șef de departament, respectiv elaborarea programei și pregătirea cursurilor. S-a implicat în activitatea de predare 15 ore pe săptămână, inclusiv la o prelegere săptămânală pro bono ținută la colegiul local pentru muncitori. El locuia în Aberdeen în primele șase luni din anul academic și își petrecea verile la Glenlair, proprietate pe care a moștenit-o de la tatăl său.

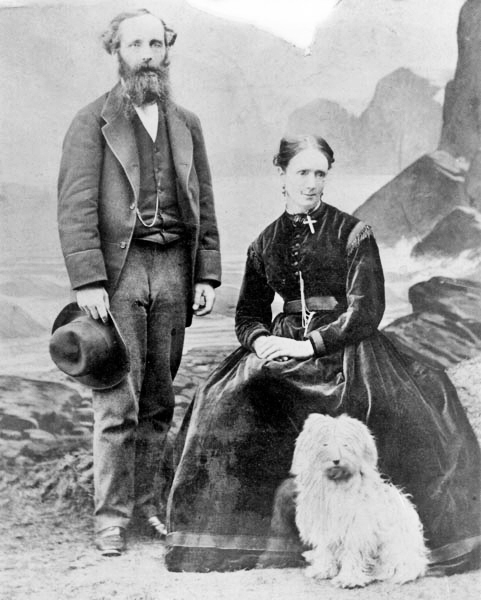
James și Katherine Maxwell, 1869

Și-a concentrat atenția pe o problemă care scăpa oamenilor de știință de două sute de ani: natura inelelor lui Saturn. Nu se știa cum pot ele să rămână stabile, fără să se dezmembreze, să se disipeze sau să se prăbușească pe Saturn. Problema avea o rezonanță deosebită în acel moment pentru că St John's College⁠(d) a ales-o drept subiect pentru Premiul Adams⁠(d) din 1857. Maxwell a dedicat doi ani studiului problemei, dovedind că un inel solid regulat nu ar putea fi stabil, în timp ce un inel lichid ar fi obligat de acțiunea ondulatorie, să se dezmembreze în bule. Din moment ce nu se observa niciunul din cele două fenomene, Maxwell a concluzionat că inelele trebuie să fie compuse din numeroase particule mici pe care le-a numit „brick-bats” („șrapnele”), fiecare orbitând planeta Saturn independent. Maxwell a primit Premiul Adams de 130 de lire în 1859 pentru eseul său Despre stabilitatea mișcării inelelelor lui Saturn; a fost singurul participant care a făcut suficiente progrese pentru a propune o lucrare. Lucrarea lui era atât de detaliată și convingătoare că, atunci când a citit-o George Biddell Airy, el a comentat: „este una dintre cele mai remarcabile aplicații ale matematicii în fizică pe care am văzut-o vreodată.” A fost considerat ultimul cuvânt în această chestiune până când observațiile directe de către zborurile lui Voyager din 1980 au confirmat predicția lui Maxwell.
În 1857 Maxwell s-a împrietenit cu preotul Daniel Dewar, care era pe atunci director la Marischal. Prin intermediul lui Maxwell, a întâlnit-o pe fiica lui Dewar, Katherine Mary Dewar. S-au logodit în februarie 1858 și s-au căsătorit în Aberdeen pe 2 iunie 1858. Pe actul de căsătorie, Maxwell este trecut ca profesor de filozofie naturală la Marischal College, Aberdeen. Despre Katherine se știu puține, afară de faptul că era cu șapte ani mai mare ca Maxwell, că l-a ajutat în laboratorul său și că a lucrat la experimente de viscozitate. Biograful și prietenul lui Maxwell, Lewis Campbell, a adoptat o neobișnuită reticență cu privire la subiectul Katherine, deși descria viața lor de familie ca fiind „una de un neasemuit devotament”.
În 1860, Marischal College fuzionat cu vecinul său King's College⁠(d), pentru a forma la Universitatea din Aberdeen⁠(d). Nu era loc pentru doi profesori de filosofie naturală, deci, Maxwell, în ciuda reputației științifice, s-a văzut disponibilizat. El nu a reușit să obțină nici locul recent eliberat de Forbes de la Edinburgh, post în care a fost preferat Tait⁠(d). În schimb, lui Maxwell i s-a acordat postul de profesor de filosofie naturală la King's College din Londra. După recuperarea de la o criză de variolă care era să-l coste viața în 1860, Maxwell s-a mutat la Londra împreună cu soția sa.

### King's College, Londra, 1860–1865

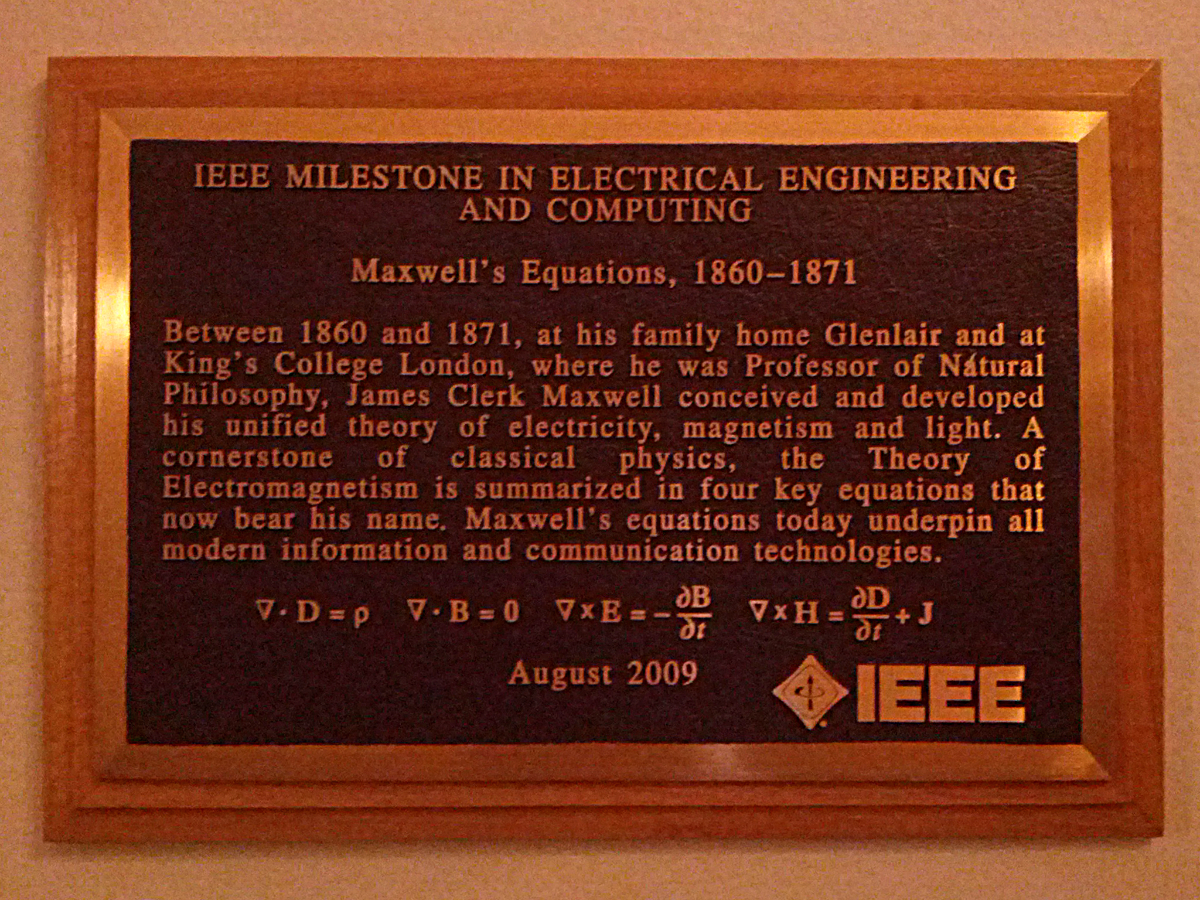
Comemorarea ecuațiilor lui Maxwell la King's College. Una din cele trei plachete identice realizate de IEEE, celelalte fiind la locul nașterii lui Maxwell din Edinburgh și la casa familiei sale din Glenlair.

Perioada petercută de Maxwell la King's a fost probabil cea mai prolifică din cariera sa. El a fost decorat cu Medalia Rumford a Royal Society în 1860 pentru munca sa în domeniul culorilor și mai târziu a fost ales membru al Societății în 1861. În această perioadă a vieții sale a expus prima fotografie color cu expunere scurtă din lume, și-a dezvoltat în continuare ideile cu privire la viscozitatea gazelor, și a propus un sistem de definire a mărimilor fizice—acum denumit analiză dimensională. Maxwell avea să participe de multe ori la prelegerile de la Royal Institution⁠(d), unde a intrat regulat în legătură cu Michael Faraday. Relația dintre cei doi nu a putut fi descrisă ca fiind apropiată, pentru că Faraday era mai vârstnic cu 40 de ani decât Maxwell și dădea semne de senilitate. Cu toate acestea ei și-au purtat un puternic respect fiecare pentru talentul celuilalt.

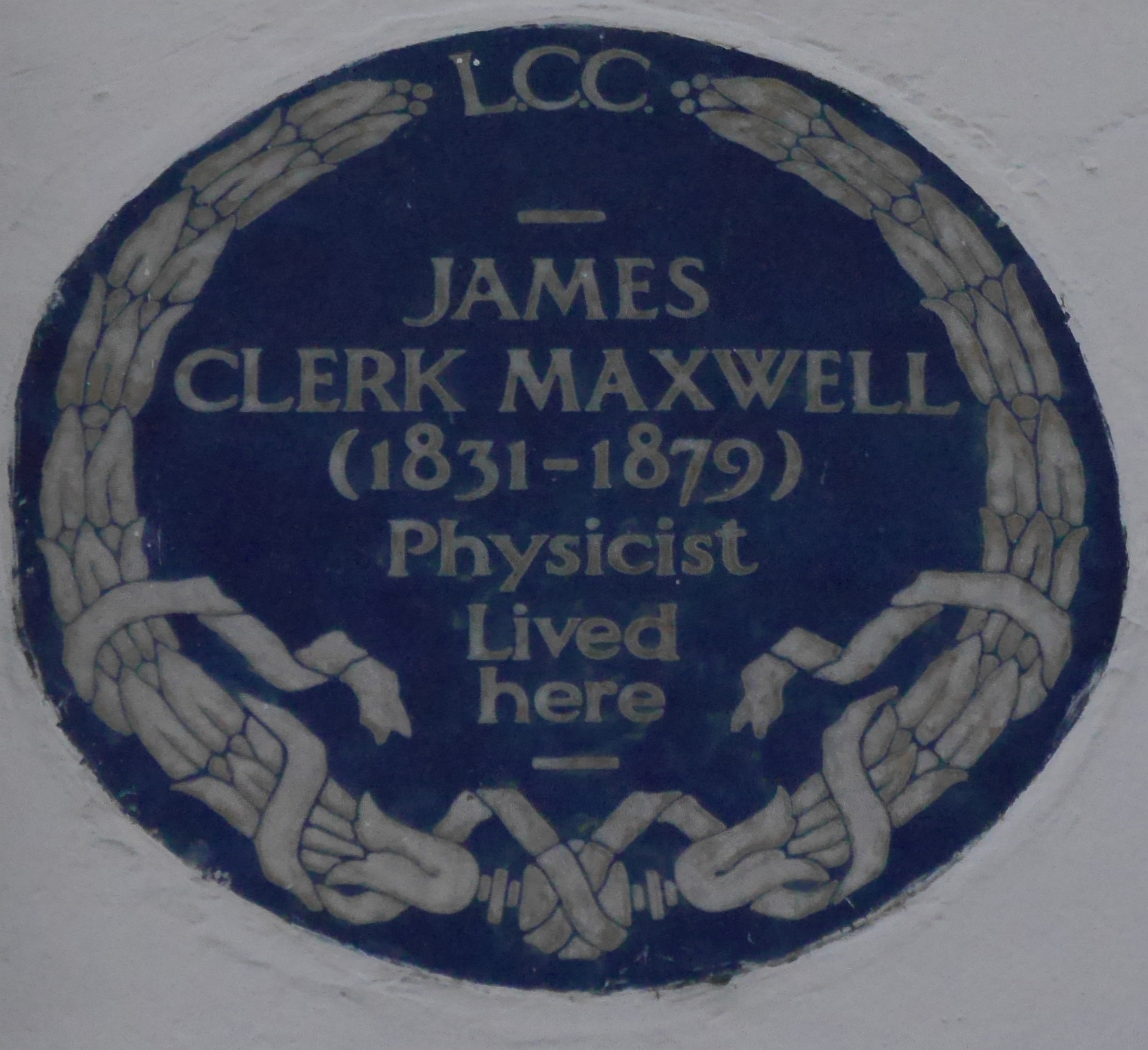
Placa albastră, Palace Gardens Terrace nr. 16, Kensington, la casa lui Maxwell, 1860-65

Această perioadă este deosebit de remarcabilă pentru progresele făcute de Maxwell în domeniul electricității și magnetismului. El a examinat natura câmpurilor electrice și magnetice lucrarea sa în două părți Despre liniile fizice de forță⁠(d), publicată în 1861. În ea, el a oferit un model conceptual pentru inducția electromagnetică, constând din mici celule de flux magnetic în rotație. Mai târziu s-au adăugat alte două părți și au fost publicate în aceeași revistă la începutul anului 1862. În prima parte suplimentară a discutat despre natura electrostaticii și a curentului de deplasare⁠(d). În cea de-a doua parte suplimentară, s-a ocupat de rotația planului de polarizare a luminii într-un câmp magnetic, fenomen descoperit de Faraday și este cunoscut astăzi sub numele de efectul Faraday.

### Ultimii ani, 1865–1879

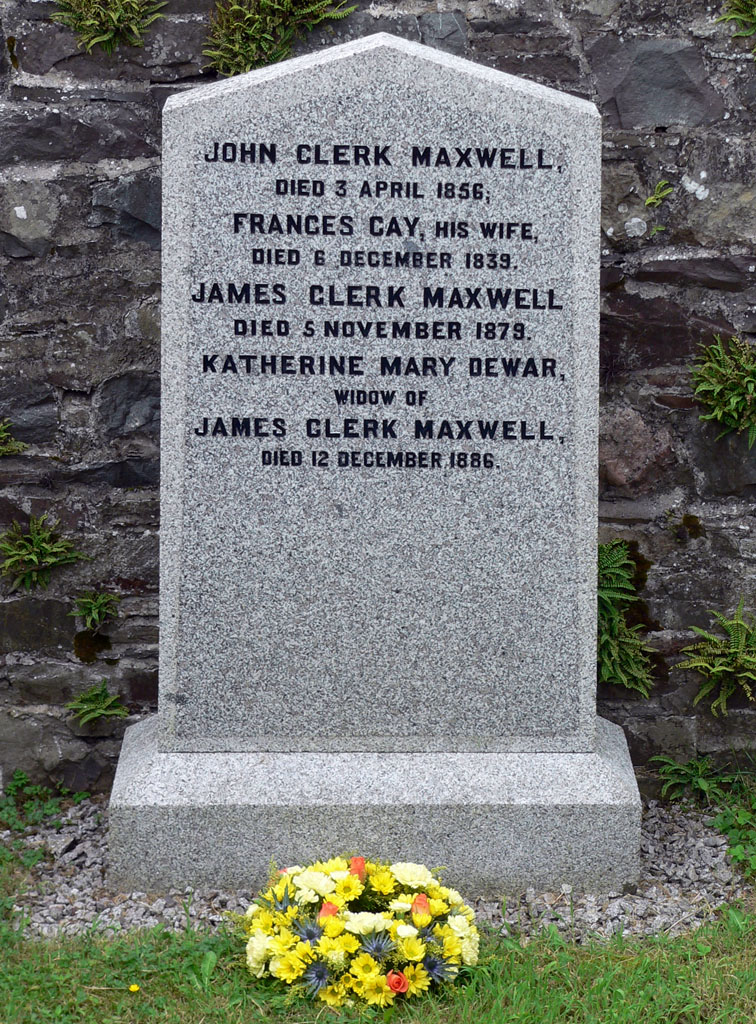
Piatra de morânt de la Parton Kirk (Galloway) a lui James Clerk Maxwell, a părinților și soției lui

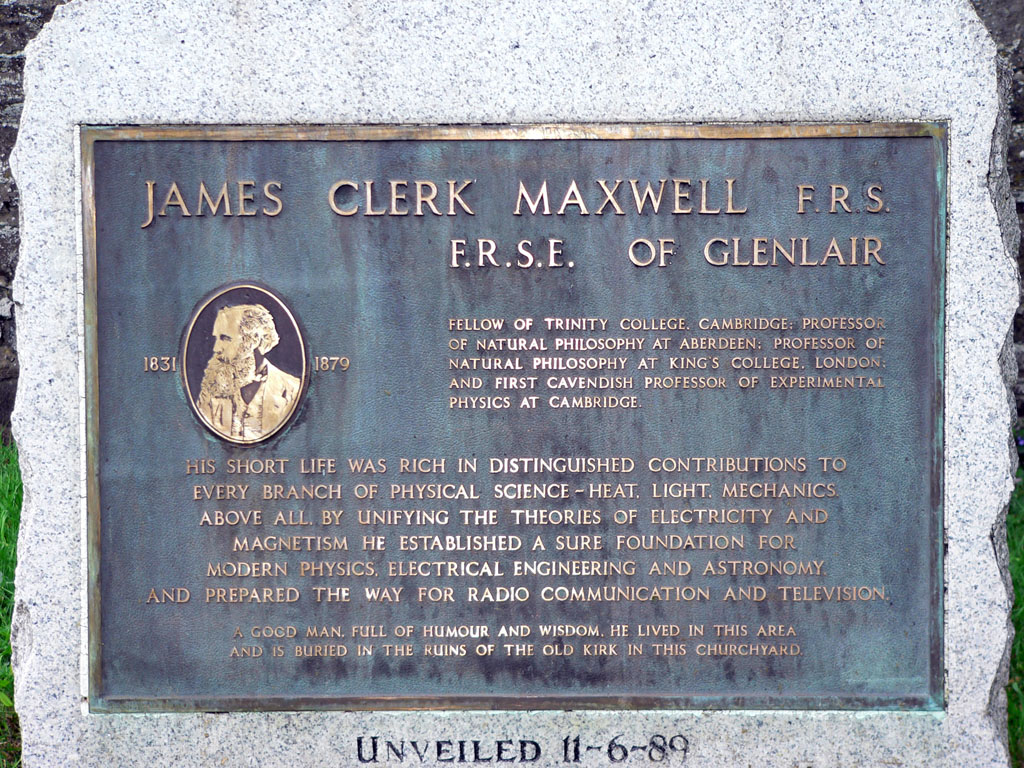
Această piatră memorială a lui James Clerk Maxwell se află pe o peluză în fața bisericii, alături de memorialul de război de la Parton (Galloway).

În 1865, Maxwell a demisionat din funcția de la King's College, Londra, și a revenit la Glenlair cu Katherine. În lucrarea sa Despre figurile reciproce, cadre și diagrame de forțe (1870) a discutat despre rigiditatea diferitelor modele de grilă. El a scris manualul Teoria căldurii (1871) și tratatul Materie și mișcare (1876). Maxwell a fost, de asemenea, primul care a utilizat explicit analiza dimensională, în 1871.
În 1871, el a devenit primul profesor Cavendish de Fizică⁠(d) la Cambridge. Maxwell a fost însărcinat cu dezvoltarea Laboratorului Cavendish⁠(d), unde a supravegheat fiecare pas al procesului de construcție și de achiziție de aparatură. Una dintre ultimele mari contribuții ale lui Maxwell la știință a fost editarea (cu abundente note originale) a cercetării lui Henry Cavendish, din care a rezultat că Cavendish a cercetat, printre altele, chestiuni ca densitatea Pământului și compoziția apei.
Maxwell a murit în Cambridge de cancer abdominal pe 5 noiembrie 1879, la vârsta de 48 de ani. Mama lui murise la aceeași vârstă de același tip de cancer. Preotul care îl vizita în mod regulat în ultimele săptămâni a fost uimit de luciditatea și de imensa putere și acuitate a memoriei sale, dar comenta în mod deosebit:
„... boala lui a atras toată inima și sufletul și duhul omului: firma lui și încrederea fără rezerve în Întrupare și toate rezultatele sale; în plină suficiență a ispășirii; în lucrarea Duhului Sfânt. El măsurase și pătrunsese toate schemele și sisteme de filozofie, și le-a găsit complet goale și nesatisfăcătoare — „nefuncționale”, a fost cuvântul său despre ele — și s-a întors cu credință simplă către Evanghelia Mântuitorului.”
Când moartea se apropia, Maxwell a spus unui coleg de la Cambridge:
„M-am gândit cât de blând am fost întotdeauna tratat. Nu am suferit niciodată o împingere mai violentă toată viața mea. Singura dorință pe care o pot avea este ca, asemeni lui David, să-mi slujesc propria mea generație, prin voia lui Dumnezeu, și apoi să adorm.”
Maxwell este înmormântat la Parton⁠(d) Kirk, în apropiere de Castle Douglas⁠(d) în Galloway aproape de locul unde a crescut. Biografia extinsă Viața lui James Clerk Maxwell, scrisă de fostul său coleg de școală și prieten de o viață, profesorul Lewis Campbell⁠(d), a fost publicată în 1882. - Operele lui complete au fost publicate în două volume de Cambridge University Press în 1890.

### Personalitatea
Ca un mare iubitor al poeziei scoțiene⁠(d), Maxwell memora poezii și scria și el. Cea mai cunoscută este Corp rigid cântă, strâns după „Venind prin lanul de secară⁠(d)”, de Robert Burns, pe care se pare că obișnuia să o cânte cu acompaniament de chitară. Ea începea:
„Gin a body meet a body

Flyin' through the air.

Gin a body hit a body,

Will it fly? And where?”
O colecție de poezii a fost publicată de prietenul său Lewis Campbell⁠(d) în 1882.
Descrierile lui Maxwell punctează remarcabilele lui calități intelectuale, însoțite de stângăcie socială.
Maxwell a fost presbiterian evanghelist și în ultimii săi ani a devenit un presbiter al Bisericii Scoției⁠(d). Convingerile religioase ale lui Maxwell și activitățile conexe au fost vizate de o serie de lucrări. Participând atât la slujbele Bisericii Scoției (confesiunea tatălui său) cât și la cele episcopale⁠(d) (confesiunea mamei) în copilărie, Maxwell s-a convertit mai târziu la evanghelism în aprilie 1853. O fațetă a acestei conversii poate fi aliniată cu o poziție antipositivistă.

## Moștenirea științifică

### Electromagnetismul

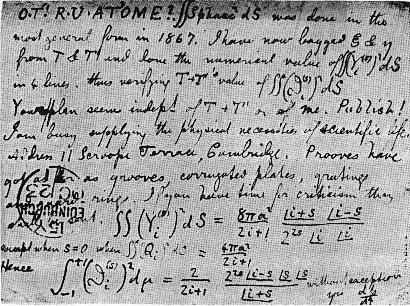
Carte poștală de la Maxwell pentru

Maxwell a studiat și comentat pe tema electricității și magnetismului încă din 1855, când lucrarea lui Despre liniile de forță ale lui Faraday a fost citită la Societatea Filosofică din Cambridge⁠(d). Lucrarea prezenta un model simplificat al operei lui Faraday și modul în care cele două fenomene erau legate. El a redus toate cunoștințele de la acea vreme într-un set legat de ecuații diferențiale format din 20 de ecuații în 20 de variabile. Această lucrare a fost publicată mai târziu sub titlul Despre liniile fizice de forță⁠(d) în martie 1861.
Pe la 1862, în timp ce ținea cursuri la King's College, Maxwell a calculat că viteza de propagare a unui câmp electromagnetic este aproximativ egală cu viteza luminii. El a considerat că acest lucru este mai mult decât o coincidență, comentând: „nu prea putem evita concluzia că lumina constă din ondulații transversale în același mediu care este și cauza fenomenelor electrice și magnetice.”
Lucrând în continuare pe această temă, Maxwell a arătat că ecuațiile⁠(d) prezic existența unor valuri de câmpuri electrice și magnetice oscilante care călătoresc prin spațiu vid la o viteză care ar putea fi prezisă din experimente electrice simple; folosind date disponibile la acea vreme, Maxwell a obținut o viteză de 310.740.000 m/s). Într-o lucrare din 1864 intitulată O teorie dinamică a cămpului electromagnetic⁠(d), Maxwell scria: „acordul rezultatelor pare să arate că lumina și magnetismul sunt afecțiuni de aceeași substanță, și că lumina este o perturbație electromagnetică propagată prin câmp potrivit legilor electromagnetice”.
Celebrele sale douăzeci de ecuații, în forma lor modernă reduse la patru ecuații cu derivate parțiale, au apărut pentru prima dată în forma pe deplin dezvoltată în manualul său Tratat despre electricitate și magnetism⁠(d) din 1873. Mare parte din această muncă a fost depusă de către Maxwell la Glenlair în perioada când ținea postul din Londra și prelua și postul de la Cavendish. Maxwell a exprimat electromagnetismul în algebră de cuaternioni și a făcut din potențialul electromagnetic elementul central al teoriei sale. În 1881 Oliver Heaviside a înlocuit câmpul potențial electromagnetic al lui Maxwell cu „câmpuri de forță” ca element central al teoriei electromagnetice. Heaviside a redus complexitatea teoriei lui Maxwell la patru ecuații diferențiale, cunoscute colectiv ca lui Legile lui Maxwell sau ecuațiile lui Maxwell. Potrivit lui Heaviside, noțiunea de câmp potențial electromagnetic era arbitrară și trebuia „omorâtă”. Utilizarea potențialilor scalar și vectorial este acum standard în soluția ecuațiilor lui Maxwell.
Câțiva ani mai târziu, a existat o dezbatere între Heaviside și Peter Guthrie Tait⁠(d) despre meritele relative ale analizei vectorială și cuaternionilor. Rezultatul a fost realizarea că nu era nevoie de mai marea perspectivă fizică oferită de cuaternioni dacă teoria este pur locală, și analiza vectorială a devenit mai frecventă. S-a dovedit că Maxwell avea dreptate, și legătura lui cantitativă între lumină și electromagnetismul este considerat una dintre marile realizări ale secolului al XIX-lea, în fizica matematică.
Maxwell a introdus conceptul de câmp electromagnetic în comparație cu liniile de forță pe care le-a descris Faraday. Prin înțelegerea propagării electromagnetismului ca câmp emis de particule active, Maxwell și-a putut promova munca în domeniul luminii. La acel moment, Maxwell credea că propagarea luminii făcea necesar un mediu pentru unde, denumit eter luminifer. De-a lungul timpului, existența unui astfel de mediu, care pătrunde tot spațiul și totuși este aparent nedetectabil prin mijloace mecanice, s-a dovedit imposibil de conciliat cu experimentele, cum ar fi experimentul Michelson–Morley. În plus, părea să fie nevoie de un sistem de referință absolut în care ecuațiile să fie valabile, cu dezagreabilul rezultat că ecuațiile își schimbau forma pentru un observator care se deplasează. Aceste dificultăți l-au inspirat pe Albert Einstein să formuleze teoria relativității restrânse; în procesul de elaborare a acesteia, Einstein a renunțat la necesitatea unui eter luminifer staționar.

### Vederea în culori

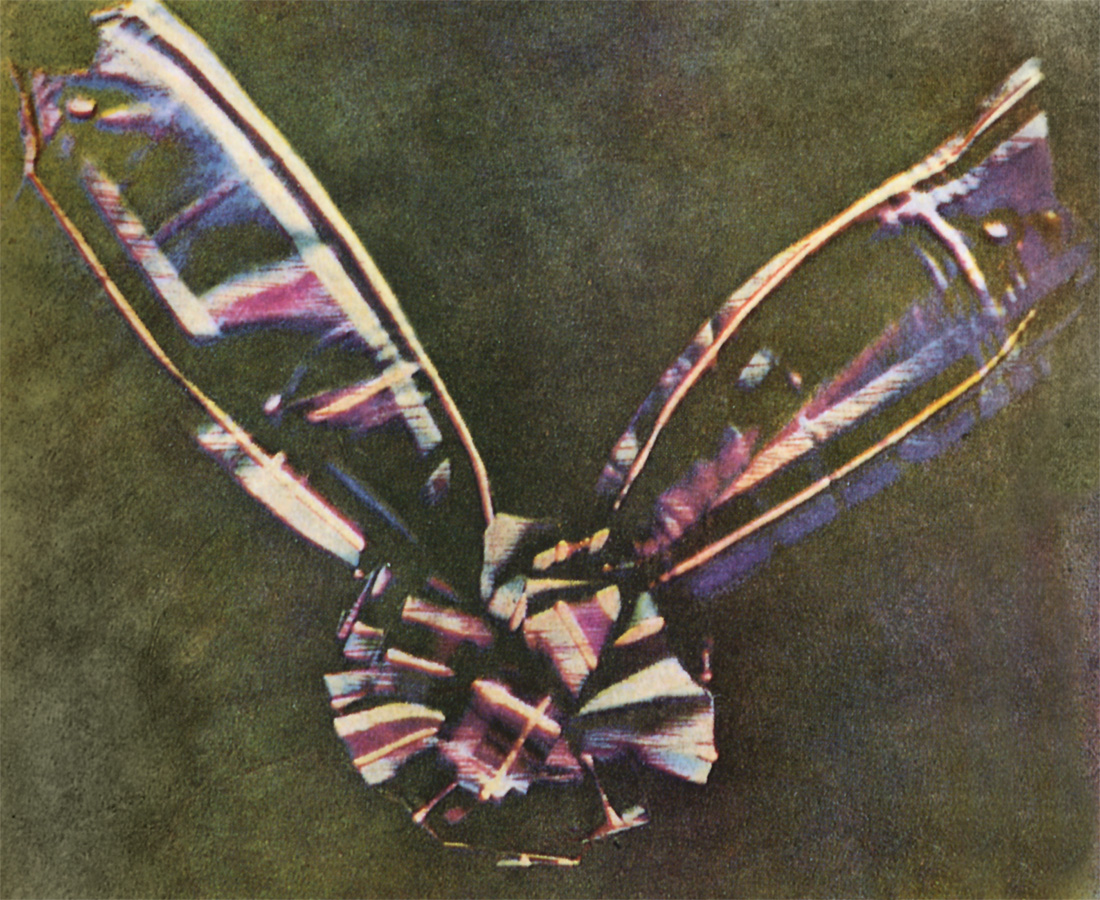
Prima imagine fotografică color durabilă prezentată de către James Clerk Maxwell într-o prelegere din 1861

Ca majoritatea fizicienilor vremii, Maxwell era puternic interesat de psihologie. El era deosebit de interesat, călcând pe urmele lui Isaac Newton și Thomas Young, de studiul de vederii în culori⁠(d). De la 1855 până la 1872, el a publicat periodic o serie de investigații cu privire la percepția culorii, daltonism și teoria culorii, și a fost distins cu Medalia Rumford pentru Despre teoria vederii în culori.
Isaac Newton demonstrase, folosind prisme, că lumina albă, cum ar fi lumina solară, este compusă dintr-un număr de componente monocromatice⁠(d) care ar putea fi apoi recombinate într-o lumină albă. Newton arătase și că o vopsea portocalie făcută din galben și roșu ar putea arăta exact ca o lumină monocromatică portocalie, deși fiind compus din două lumini monocromatice galbenă și roșie. Prin urmare, paradoxul care îi nedumerea pe fizicienii vremii era că două lumini complexe (compusă din mai mult de o lumină monocromatică) pot arăta la fel, dar să fie fizic diferite, și se numea metamerism. Thomas Young a propus mai târziu că acest paradox poate fi explicat prin faptul că culorile sunt percepute printr-un număr limitat de canale în ochi, pentru care el a avansat numărul de trei, teoria culorii tricromatice⁠(d). Maxwell a folosit algebra liniară, recent dezvoltată pentru a demonstra teoria lui Young. Orice lumină monocromatică care stimulează trei receptori ar trebui să fie capabilă să fie stimulată de un set de trei lumini monocromatice diferite (în fapt, de către orice set de trei lumini diferite). El a demonstrat că așa este, inventând experimente de potrivirea culorilor și colorimetria⁠(d).
Maxwell era interesat și de aplicarea teoriei sale de percepție a culorilor, și anume în fotografia color⁠(d). Provenind direct din activitatea psihologică pe tema percepției culorilor: dacă o sumă de trei lumini ar putea reproduce orice culoare perceptibilă, apoi fotografia color ar putea fi produsă cu un set de trei filtre colorate. În cursul lucrării din 1855, Maxwell a propus că, dacă se realizează trei fotografii alb-negru ale unei scene prin filtre roșu, verde și respectiv albastru și dacă se imprimă cele trei imagini transparente rezultate pe un ecran cu ajutorul a trei proiectoare echipate cu astfel de filtre, atunci când sunt suprapuse pe ecran rezultatul ar fi perceput de ochiul uman ca o reproducere completă a tuturor culorilor scenei.
În timpul unei prelegeri ținute în 1861 la Royal Institution despre teoria culorii, Maxwell a prezentat prima demonstrație de fotografie color realizată în acest principiu al analizei și sintezei în trei culori. Thomas Sutton⁠(d), inventator al aparatului foto monoobiectiv⁠(d), a făcut fotografia. El a fotografiat o panglică de tartan⁠(d) de trei ori, prin filtre roșu, verde și albastru, făcând și o a patra fotografie printr-un filtru galben, care, potrivit relatării lui Maxwell, nu a fost folosită în demonstrație. Deoarece plăcile fotografice⁠(d) ale lui Sutton erau insensibile la roșu și abia sensibile la verde, rezultatele acestui experiment de pionierat au fost departe de a fi perfecte. S-a remarcat în relatarea prelegerii care a fost publicată că „în cazul în care imaginile roșie și verde ar fi fost la fel de complet fotografiate ca cea albastră”, ea „ar fi fost o imagine cu adevărat color a panglicii. Prin găsirea de materiale fotografice mai sensibile la razele mai puțin refringibile, reprezentarea în culori a obiectelor ar putea fi mult îmbunătățită.” Cercetători au concluzionat în 1961 că aparent imposibilul succes parțial al expunerii prin filtrul roșu a fost cauzat de lumina ultravioletă, care este puternic reflectată de unele vopsele roșii, și nu era în întregime blocată de filtrul roșu folosit, și în intervalul de sensibilitate al procesului fotografic folosit de Sutton.

### Teoria cinetică și termodinamica

Demonul lui Maxwell, un experiment de gândire în care entropia scade.

Maxwell a investigat și teoria cinetică a gazelor. Pornită de la Daniel Bernoulli, această teorie a progresat prin munca succesivă a lui John Herapath⁠(d), John James Waterston⁠(d), James Joule, și, în special, a lui Rudolf Clausius, într-atât încât acuratețea sa generală era dincolo de orice îndoială; Ea a trecut însă printr-un enorm progres datorită lui Maxwell, care în acest domeniu a apărut ca un experimentator (pe legile frecării gazelor), dar și ca matematician.
Între 1859 și 1866, el a dezvoltat teoria distribuțiilor vitezei în particulele de gaz, operă mai târziu generalizată de către Ludwig Boltzmann. Formula, numită distribuția Maxwell–Boltzmann⁠(d), dă proporția moleculelor de gaz care se deplasează la o anumită viteză la orice temperatură dată. În teoria cinetică, temperaturile și căldura implică numai mișcare moleculară. Această abordare a generalizat legile deja stabilite ale termodinamicii și a explicat observațiile și experimentele existente într-un mod mai bun decât se făcuse anterior. Munca lui Maxwell în termodinamică l-au determinat să elaboreze experimentul imaginar care a ajuns să fie cunoscut și sub numele de demonul lui Maxwell, în care a doua lege a termodinamicii este încălcată de către o ființă imaginară capabilă să sorteze particule de energie.
În 1871, el a stabilit relațiile termodinamice ale lui Maxwell, care sunt afirmații privind egalitatea între cea de-a doua derivată a potențialelor termodinamice în raport cu diferite variabile termodinamice. În 1874, el a construit o suprafață termodinamică de vizualizare⁠(d) ca o modalitate de explorare a unor tranziții de fază, pe baza lucrărilor de termodinamică grafică ale omului de știință american Josiah Willard Gibbs.

### Teoria controlului automat
Maxwell a publicat o lucrare Despre guvernatori în Proceedings of Royal Society, vol. 16 (1867-1868). Această lucrare este considerată o operă centrală de hârtie din primele zile ale teoriei controlului automat⁠(d).

## In memoriam

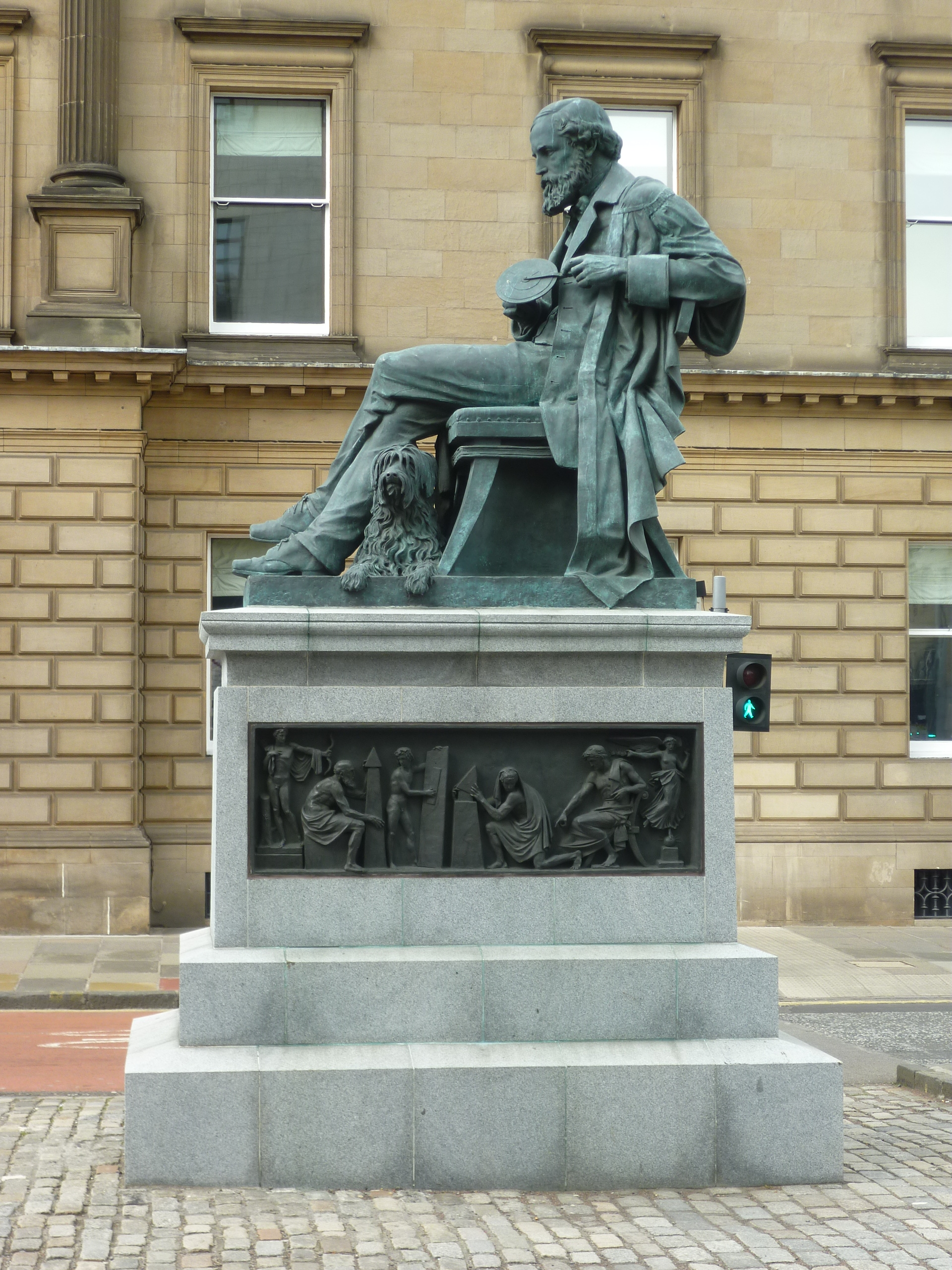
Monumentul lui James Clerk Maxwell din Edinburgh, de. Comandat de Royal Society din Edinburgh; dezvelită in anul 2008.

Numele lui este cinstit în mai multe moduri:
- Maxwellul⁠(d) (Mx), o unitate compusă derivată în sistemul CGS pentru fluxul magnetic[140]
- Premiul James Clerk Maxwell pentru Fizica Plasmei⁠(d) al Societății Americane de Fizică [141]
- Premiul Maxwell al IEEE⁠(d)
- Maxwell Montes⁠(d), un lanț muntos de pe Venus[142]
- Golul Maxwell în Inelele lui Saturn[143]
- Telescopul James Clerk Maxwell⁠(d), cel mai mare telescop astronomic din lume în lungime de undă submilimetrică, cu un diametru de 15 metri (49 ft)[144]
- Clădirea James Clerk Maxwell de la Universitatea din Edinburgh, în care își au sediul facultățile de matematică, fizică și meteorologie[145]
- Clădirea James Clerk Maxwell din campusul Waterloo al King's College din Londra, un post la catedra de fizică și o societate a studenților la fizică sunt numite după el în această Universitate.[146]
- Centrul James Clerk Maxwell al Academiei din Edinburgh⁠(d)[147]
- Centrul Maxwell de la Universitatea din Cambridge, dedicat interacțiunii între mediile academic și industrial în domeniul științelor fizice și tehnologiei.[148]
- O statuie pe Strada George din Edinburgh[149]
- Producătorul de GPU-uri Nvidia a numit arhitectura sale GeForce din seria 900⁠(d) după Maxwell[150]
- O propunere de sculptură numită Steaua Caledoniei în cinstea lui James Clerk Maxwell
- Un software ANSYS pentru analiza electromagnetică denumit Maxwell

## Publicații
- Maxwell, James Clerk (1873), A treatise on electricity and magnetism Vol I, Oxford : Clarendon Press
- Maxwell, James Clerk (1873), A treatise on electricity and magnetism Vol II, Oxford : Clarendon Press
- Maxwell, James Clerk (1881), An Elementary treatise on electricity, Oxford : Clarendon Press
- Maxwell, James Clerk (1890), The scientific papers of James Clerk Maxwell Vol I, Dover Publication
- Maxwell, James Clerk (1890), The scientific papers of James Clerk Maxwell Vol II, Cambridge, University Press
- Maxwell, James Clerk (1908), Theory of heat, Longmans Green Co.[151]
- Trei dintre contribuțiile lui Maxwell la Encyclopædia Britannica apar în Ediția a Noua (1878): Atom, Attraction și Ether; și alte trei în Ediția a Unsprezecea (1911): Capillary Action, Diagram și Faraday, Michael.